# 春秋
『春秋』（しゅんじゅう）は、古代中国東周時代の前半（＝春秋時代）の歴史を記した、編年体の歴史書である。一方で、儒教においては単なる歴史書ではなく、孔子が制作に関与した思想書であるとされ、儒教経典（五経または六経）の一つ『春秋経』として重視される。『春秋』が読まれる際は必ず、三つの伝承流派による注釈「春秋三伝」のいずれかとともに読まれる。『春秋』は、春秋学と呼ばれる学問領域を形成するほどに、伝統的に議論の的になってきた。

## 概要
『春秋』が扱う年代であることから、「春秋時代」という名称が生まれた。
儒教においては、『春秋』は孔子によって制作された、もしくは原初の『春秋』があってそこに後から孔子が手を加えたとされる。しかしながら、孔子が手を加える以前の原初の『春秋』は既に散佚しており、孔子が『春秋』のどこに手を加えて経書の『春秋』にしたのか、不明なところも多い。
『春秋』の内容は、王や諸侯の死亡記事、戦争や会盟といった外交記事、および災異説にもとづく日食・地震・洪水・蝗害といった災害記事が主たる内容で、その体裁は、年月日ごとに淡々と書かれた年表あるいは官報のような体裁である。そのような淡々とした記述の背後に、孔子の思想が隠されているとされる（#春秋学）。
記事にされる出来事は魯国での出来事を中心としており、紀年法も魯国の君主の在位年が用いられている。扱われる時代は、上は魯の隠公元年（紀元前722年）から、下は哀公十四年（紀元前481年の「獲麟」と呼ばれる出来事）までの242年間にわたる。（ただし、後述の『左氏伝』の春秋だけは、「獲麟」の2年後の孔子の死去まで扱う。）

## 体裁
『春秋』は、「年・時（季節）・月・日 - 記事」という体裁をとっている。
- 年：魯国の君主、魯公の在位による紀年が使われている。
- 時：季節。つまり四季の「春・夏・秋・冬」が使われている。四時の首月の上にのみ書かれ、首月（四季の初めの月。春は正月、夏は四月、秋は七月、冬は十月）に記事がない場合は同じ季節の次の月の上に書かれる。一つの季節に一つも記事がない場合は、「春正月」などと首月の上に書かれる。
- 月：「正月、二月、三月…」が使われる。
- 日：「甲子、乙丑、丙寅…」といった干支が使われる。
- 記事：短い句で構成され、事実の羅列に終始している。主観的な語は少ない。
- 王：春の一番はやい月に一度だけ書かれる文字。（春王正月、春王二月、春王三月のどれかになる）これは周王朝の暦に従っていることを示しているとされる。

例として、隠公元年・二年を挙げる（文は『左氏伝』のものに従う）。
| 年   | 四季 | 月       | 日   | 記事                       |                                                                  |
| ---- | ---- | -------- | ---- | -------------------------- | ---------------------------------------------------------------- |
| 元年 | 春   | 王正月   |      |                            |                                                                  |
|      |      | 三月     |      | 公及邾儀父盟于蔑           | （隠公は蔑で邾の儀父と盟を交わした）                             |
|      | 夏   | 五月     |      | 鄭伯克段于鄢               | （鄭伯が鄢で段に勝利した）                                       |
|      | 秋   | 七月     |      | 天王使宰咺来帰恵公仲子之賵 | （周王が宰の咺を派遣して恵公と仲子への葬儀の贈り物を届けさせた） |
|      |      | 九月     |      | 及宋人盟于宿               | （宿で宋の人と盟を交わした）                                     |
|      | 冬   | 十有二月 |      | 祭伯来                     | （祭伯が来訪した）                                               |
|      |      |          |      | 公子益師卒                 | （公子の益師が亡くなった）                                       |
| 二年 | 春   |          |      | 公会戎于潜                 | （隠公は潜で戎と会合した）                                       |
|      | 夏   | 五月     |      | 莒人入向                   | （莒の人が向に攻め入った）                                       |
|      |      |          |      | 無駭帥師入極               | （無駭が軍隊を率いて極に攻め入った）                             |
|      | 秋   | 八月     | 庚辰 | 公及戎盟于唐               | （隠公は唐で戎と盟を交わした）                                   |
|      |      | 九月     |      | 紀裂繻来逆女               | （紀の裂繻が公女を迎えに来訪した）                               |
|      | 冬   | 十月     |      | 伯姫帰于紀                 | （伯姫が紀に嫁いだ）                                             |
|      |      |          |      | 紀子帛莒子盟于密           | （紀の子帛と莒子が密で盟を交わした）                             |
|      |      | 十有二月 | 乙卯 | 夫人子氏薨                 | （夫人の子氏が亡くなった）                                       |
|      |      |          |      | 鄭人伐衛                   | （鄭の人が衛を伐った）                                           |

## 書名の由来
正確な所は不明とされている。『左氏伝』に注釈を施した杜預によると、「春秋」とは春夏秋冬の中の、春と秋とを取って、「年」を現したものとされている。「春秋」の名称は、（1）『墨子』明鬼篇に「周の『春秋』・燕の『春秋』・宋の『春秋』・斉の『春秋』」または「百国春秋」とあるように、春秋・戦国時代の諸国でこの書名を用いていたとも、（2）『孟子』離婁篇では「晋の『乗』・楚の『檮杌』・魯の『春秋』」とあり、魯の国特有の歴史書であるとの見方もあり、定説はない。
なお伝統的儒学思想の考えでは、西周の時代は諸国が歴史書を勝手に編纂することは禁じられていたとする見解もある。この場合は、魯の国に『春秋』なる書物があること自体が罪悪であるとみなされ、『春秋』であれ他の名称であれいずれも否定的に理解される。これらはいずれも史料の少ない時期のことであるから、確論とはなっていない。

## テキストと注釈
『春秋』という書物は単独では現存していない。一般に『春秋』（春秋経）と呼ばれているものは、戦国から前漢にかけて製作された「伝」と呼ばれる注釈書に包括されて伝えられたものである。現存している伝は『春秋左氏伝』『春秋公羊伝』『春秋穀梁伝』の3つであり、あわせて春秋三伝（しゅんじゅうさんでん）と呼ばれる。
この三伝が伝えるそれぞれの『春秋』には若干の異同が見られる。扱う年代も『公羊伝』『穀梁伝』は哀公十四年春（獲麟）までであるのに対して、『左氏伝』の春秋は経が哀公十六年夏（孔子卒）まで、伝が哀公二十七年まである。いずれの伝を選択するかによって主張が異なるため、歴代王朝で論争の的となった。とりわけ、漢代に起こる今文学と古文学の間の論争が顕著である。

## 春秋学
『春秋』は極めて簡潔な年表のような文体で書かれており、一見そこに特段の思想は入っていないかのように見える。
しかし後世、孔子の思想が本文の様々な所に隠されているとする見方が一般的になった（春秋の筆法）。例えば、「宋の子爵（襄公の事）が桓公の呼びかけに応じ会盟にやってきた。」というような文章がある。しかし実際は宋は公爵の国であった。これに対して後世の学者は「襄公は父の喪中にも拘らず会盟にやってきた。不孝であるので位を下げて書いたのだ。」と解釈している。
このような考え方によって、『春秋』から孔子の思想を読みとろうとする春秋学が起こった。それは実際には、『春秋』を素材にして自らの社会思想を展開する作業になる。
前漢の武帝の時、公羊伝にもとづく春秋学を掲げた董仲舒が出て『春秋』を法家思想に変わる統治原理を示す書として顕彰した。その後、五経博士が設置され、『公羊伝』『穀梁伝』が学官に立てられていたが、新では劉歆が『左伝』を学官に立てた。後漢では左伝は学官に立てられず、もっぱら公羊学が行われたが、『左伝』に服虔が訓詁学に基づいて注をつくるなどして、やがて公羊学を圧倒した。これに対抗して公羊伝には何休が注をつけ『春秋公羊解詁』を作ったが、西晋の杜預が『春秋』経文と『左伝』とを一つにして注釈を施した『春秋経伝集解』を作り、以後、春秋学のスタンダードとなった。唐代には『春秋経伝集解』に対する孔穎達による疏の『春秋正義』が作られた。しかし、唐代以降、三伝（特に『左伝』）は『春秋』の注釈として否定的にとらえられるようになり、宋代になると三伝は排斥されて新注が作られた。
日本では明治時代に竹添進一郎によって『春秋経伝集解』を底本とし、清代の注釈を増補した『左氏会箋』が著された。

## 『春秋』の作者と成書年代
伝統儒学では『春秋』の成立に孔子が関わったとされる。ただし、歴史的にその解釈は一様ではない。
最初に孔子の『春秋』制作を唱えたのは孟子である。孟子は堯から現在に至るまでの治乱の歴史を述べ、周王朝の衰微による乱世を治めるために孔子が『春秋』を作り、その文は歴史であるけれども、そこに孔子の理想である義を示したという（ただし、この孟子の「作春秋」にもいろいろな解釈があり、「『春秋』を講説した」とする立場もある）。
前漢の司馬遷『史記』にも似たような記述があり、孔子が「魯の史記」（原「春秋」）を筆削して『春秋』を作ったという。このように前漢の春秋学ではもっぱら『春秋』から孔子の微言大義（微妙な言葉遣いの中に隠された大義）を探ろうとする『春秋公羊伝』に基づく公羊学が隆盛した。
しかし、後漢になると、孔子を周公の祖述者とする古文学が隆盛し、『春秋』には『春秋左氏伝』による解釈学が起こった。『春秋』を周公の伝統を受け継いだ魯の史官が書いた「魯の史記」そのものと見、孔子は「述べて作らず」でそれを祖述したとする見方が一般的になった。
唐代になると劉知幾の『史通』惑経を始めとして、『春秋』を経とすることを疑う主張も現れはじめた。北宋の王安石に至っては『春秋』を「断爛朝報」（ばらばらの官報）とし、その欠文は孔子の義が示されているようなものではなく、単なる不備だと見るようになった。一方で、春秋胡氏伝のように孔子の義を見いだそうとする立場も続けられた。
清代になると常州学派がふたたび漢代公羊学を取りあげ、『春秋』を含めた六経を改制者としての孔子が創作したものとした。
中華民国初期になると、雑誌『古史弁』を主宰する顧頡剛ら疑古派が現れ、孔子と『春秋』との関係を完全に否定した。現在では著作という強い主張はないものの何らかの関係を認めるもの、まったく関係ないとするもの両者がある。
近代になると、歴史学や天文考古学の方法を取り入れた中国学者によって議論が展開される。1925年、飯島忠夫は『春秋』に記載される日食は紀元前300年前後に西洋から入ったサロス周期によって遡って組み込まれたものだと主張した。これに対して、新城新蔵は『春秋』に記載される日食は、必ずしもサロス周期によっておらず西洋からの暦法の影響はないと飯島説を批判した。
現代になると、斉藤国治・小沢賢二は『春秋』に記載される日食を数理的に検証し、歴代の中国史書の日食推算の的中率は70パーセントと低いのに対して魯の暦法は実際の観測記録に基づく日食であるため、日食総数37例のうち的中率は95パーセント（37例）であるとした。
張培瑜も斉藤国治・小沢賢二と同様の見解で『春秋』に記載される日食は観測実録であると断定している。
ちなみに、小嶋政雄は、中国の暦法が『毛詩』『尚書』などでは日月惑星を観察して日付を決める素朴な暦法しか見られないのに対し、『春秋』になると突然、高度な四分暦が使われているという点を指摘し、『春秋』は紀元前300年前後に西欧から入ったカリポス暦法によって遡って改装されたものだと述べた。だが、この見解は飯島説と本質的に同じで真新しさはない。加えて、小嶋は高度な四分暦が使われていると述べているが具体的な論拠はなく、また『毛詩』『尚書』には惑星に関する記述もない。
また近年では新説も提出されているが、諸説紛々として定論をみないのが現状である。

## 関連文献
- 岩本憲司『春秋学用語集』（全6編）汲古書院、2011年
- 小嶋政雄「春秋の暦法に就いての試論」『大東文化大学紀要20』1982年
- 野間文史「春秋三伝入門講座 第一章 春秋経文の性格」『東洋古典學研究』第1号、広島大学 東洋古典學研究會、1996年。
- 野間文史『春秋左氏伝 その構成と基軸』研文出版、2010年
- 日原利国『漢代思想の研究』、研文出版、1986年。
- 平㔟隆郎『中国古代の予言書』講談社現代新書、2000年、ISBN 4061495089